# Persecución de homosexuales por Estado Islámico
El grupo terrorista Dáesh ha ejecutado a más de 120 hombres sospechosos de homosexualidad, en aplicación de una versión extremista de la sharia. En su mayoría, los hombres son lanzados desde edificios altos y luego, una vez en el suelo, son lapidados. Las informaciones sobre los asesinatos son difíciles de confirmar —tanto de los casos conocidos, como del número de ejecuciones ocultas— y es posible que la persecución de homosexuales se esté empleando para deshacerse de enemigos y opositores.

## Antecedentes
Siria e Irak, bajo el baazismo, eran países más o menos laicos, en los que los homosexuales podían llevar una existencia oculta, pero relativamente tranquila. Tras la invasión de Irak en 2003, el país se sumió en el caos, lo que produjo un empeoramiento considerable de la situación de los homosexuales. Desde entonces, el secuestro, la tortura y el asesinato de homosexuales no ha hecho más que aumentar.
Las persecuciones de homosexuales en Siria ya comenzaron en 2011 durante las revueltas populares en Siria. Gobierno de Siria inició una campaña identificando a la oposición con los homosexuales, deteniendo a gais en redadas a bares de ambiente y torturando a los detenidos. Las detenciones, secuestros y extorsión de homosexuales se convirtieron en la regla en los territorios dominados por Jabhat al Nusra y el Dáesh a partir de 2012, con anterioridad a las ejecuciones, exigiéndo rescates de hasta 11 000 $.
Subhi Nahas, refugiado sirio en Estados Unidos que ha declarado ante la ONU sobre las atrocidades en Siria, hablando en nombre de la Organization For Refuge, Asylum & Migration, ha afirmado que el peligro no solo proviene del Dáesh, sino también del Gobierno y de grupos como Ahrar ash-Sham o la llamada «Corte Judicial de Alepo». Este último grupo acusó a siete personas de tomar drogas y ser gais, ejecutándolos con un tiro, además de ser responsable de la ejecución de un menor de 17 años acusado de ser gay.

## Legislación sobre la homosexualidad
Dáesh ha publicado una lista de delitos que conllevan de forma automática una sentencia de muerte en la que se ha incluido la homosexualidad.
La ejecución de la ley en las áreas controladas por el Dáesh en Irak y Siria trata de adaptarse a los castigos descritos en la sharia, aunque de hecho, en este caso, están siguiendo el hadiz. En su interpretación de las palabras de Mahoma «deberán ser lanzados desde una tremenda altura y luego lapidados», los hombres homosexuales que son atrapados en actos sexuales son lanzados desde los tejados de edificios altos. Si la persona no fallece del impacto, son lapidados hasta la muerte. En algunas áreas se emplea la decapitación, debido a la falta de edificios altos desde los que tirar a los acusados.
Con el empleo de estos métodos extremos, Dáesh quería mostrar su «pureza ideológica», distinguiéndose así de otros grupos islámicos. En su revista en línea en lengua inglesa, Dabiq, el Dáesh afirma que el castigo «protegerá a los musulmanes de llevar el mismo camino de podredumbre que ha decidido seguir Occidente». La edición de agosto de 2016 también dedicaba varias páginas a la homosexualidad, en un artículo titulado «Por qué os odiamos», en el que justifican sus acciones con pasajes del Corán y la Biblia.

## Desarrollo y ejecuciones
El 31 de marzo de 2014, Ab Issa Al-Andalusi, un miembro del Dáesh, en un vídeo comparó a los homosexuales con traficantes de droga y pedófilos, llamándolos «las peores criaturas» y «animales».
El 23 de noviembre de 2014, el Dáesh mató a un hombre de 20 años no identificado en Mayadin (Siria) y lo mismo hicieron combatientes del Dáesh en Deir ez-Zor, (Siria) con un hombre no identificado de 18 años. Ambos hombres eran opositores al Dáesh conocidos y sus partidarios afirmaron que Dáesh había usado la homosexualidad como una excusa para su ejecución. Esta fue la primera ejecución de personas LGBT por parte del Dáesh de la que se tiene noticias.
El 10 de diciembre de 2014, en lo que se cree es algún lugar del norte de Irak, un tribunal islámico consideró culpable a un hombre no identificado de «practicar la sodomía». Combatientes armados leyeron la condena, que afirmaba que el hombre era gay y que debía ser lanzado desde el punto más alto de la ciudad. El tribunal también decidió que debería ser lapidado hasta la muerte. Tras la condena, los combatientes llevaron al hombre hasta lo alto de un edificio y lo lanzaron al vacío. No se sabe si el hombre falleció de forma instantánea tras su caída. Una declaración publicada por una página web yihadista fue acompañada por fotos del hombre que está siendo lanzado desde un edificio que parece tener dos o tres pisos. La declaración decía: «El tribunal islámico en Wilayet al-Furat [tierra fronteriza entre Siria e Irak] ha decidido que un hombre que ha practicado la sodomía debe ser lanzado desde el punto más alto de la ciudad».
El 15 de enero de 2015 aparecieron fotos de combatientes del Dáesh en lo que parece ser Mosul (Irak)— lanzando a dos hombres no identificados y cegados con una venda al vacío desde un edificio por ser sospechosos de homosexualidad.
El 4 de marzo de 2015 aparecieron fotos de combatientes del Dáesh en lo que parece ser Al Raqa (Siria). En las fotos se podía ver a un hombre sin identificar, con los ojos vendados, que estaba siendo lanzado al vacío por ser gay. Una multitud se había reunido al pie del edificio para observar la ejecución. Tres días después, el 7 de marzo de 2015, fueron ejecutados cuatro hombres de entre 20 y 30 años en Mosul (Irak).
En abril de 2015 fueron ejecutados dos hombres de 24 y 29 años cerca de Al Raqa (Siria). Ambos fueron abrazados por los combatientes del Dáesh instantes antes de ser lapidados hasta la muerte. El abrazo ha sido interpretado como un «perdón religioso» por los pecados, pero también ha sido interpretado como «un ejercicio de crueldad sobreañadida».
El 3 de junio de 2015 aparecieron fotos de combatientes del Dáesh lanzando a tres hombres sin identificar al vacío desde un edificio de unos 30 metros de alto en Mosul (Irak). Las fotos fueron publicadas en Internet usando redes sociales y en un informe del grupo terrorista titulado «Implementación del castigo a aquellos que han cometido actos de homosexualidad» en el foro yihadista en línea, Shumoukh Al-Islam. Dáesh también ha creado «equipos de seducción», en los que militantes se hacen pasar por homosexuales para tratar de descubrir a homosexuales, que luego son ejecutados públicamente. Algunos gais también son torturados para conseguir nombres de sus amigos, y teléfonos y ordenadores son revisados en busca de nombres.
El 26 de junio de 2015 aparecieron fotos de combatientes de Dáesh en la gobernación de Ambar en las que lanzaban a cuatro hombres, no identificados y con vendas en los ojos, de cabeza desde un edificio de cuatro plantas por «ser gais», mientras que una multitud mira y grita Al·lahu-àkbar. En Twitter, varios islamistas emplearon el hashtag #LoveWins en respuesta a este evento.
El 24 de julio de 2015 aparecieron fotos de lo que se cree que es Homs (Siria), que muestran a simpatizantes del Dáesh lanzando a dos hombres no identificados y con vendas en los ojos desde el tejado de un edificio, antes de que sus cuerpos destrozados sean lapidados.
El 14 de agosto de 2015 el Dáesh publicó un vídeo que muestra a combatientes leyendo los cargos contra dos hombres no identificados acusados de homosexualidad, lanzando los dos hombres de un edificio y la lapidación posterior por una multitud. Después los cuerpos fueron lavados y preparados para el entierro.
En septiembre de 2015 diez hombres fueron ejecutados por homosexualidad, siete en Rastán (Siria) y tres en Huraitan, cerca de Alepo, entre ellos, un menor. Todos ellos estaban acusados de sodomía.
El 4 de octubre de 2015 dos hombres, acusados de ser una pareja gay, fueron lanzados desde lo alto de un edificio en Mosul (Irak). Ese mismo día fueron ejecutados otros dos hombres acusados de homosexualidad cerca de Nínive (Irak) lanzándolos desde lo alto de un edificio.
La organización Syrian Observatory for Human Rights calculaba en enero de 2016 que, solo en Siria, habían sido asesinadas por lo menos 25 personas por su supuesta orientación sexual. De entre ellos, tres habrían sido fusilados, seis lapidados y dieciséis tirados desde un edificio.
En enero de 2016 un adolescente de 15 años fue ejecutado por haber tenido relaciones sexuales con Abu Zaid al-Jazrawi, un importante oficial del Estado Islámico, relación que algunos periódicos calificaron de violación. El joven fue detenido en Deir ez-Zor (Siria) en casa de al-Jazrawi, fue juzgado inmediatamente por un tribunal islámico, condenado a muerte y ejecutado arrojándolo al vacío desde un edificio. Abu Zaid al-Jazrawi también fue juzgado, pero salvó la vida cambio de ser degradado y enviado al frente. Al-Jazrawi aparece en un vídeo de Estado Islámico rodeado de niños de hasta ocho años a los que se les da un arma y se les envía a un castillo en ruinas en busca de víctimas que asesinar, lo que hacen con un tiro a quemarropa.
A finales de abril de 2016 llegaron noticias sin confirmar del asesinato de un hombre de Nínive (Irak), acusado de haber sodomizado a otro hombre. La noticia fue dada a conocer con una serie de imágenes del hecho el 19 de abril de 2016. A finales de ese mismo mes, Dáesh reivindicó en Bangladés el asesinato a machetazos de Julhas Mannan, un activista LGBT, fundador de Roopbaan, la primera y única publicación LGTB de Bangladés.
A principios de mayo de 2016 un hombre joven fue detenido por la policía religiosa y ejecutado por lanzamiento desde un edificio en Manbiy (Siria). La ejecución fue filmada y publicada en las redes con una advertencia: «No alcances los límites de Alá». En mayo de 2016, el ganador del concurso Míster Gay Siria, Hussein Sabat, celebrado en Istanbul como desafío al Dáesh, reveló que su novio había sido decapitado por Dáesh tres años antes y el vídeo de la decapitación enviado a la familia del fallecido.
Autoproclamados miembros del Dáesh también realizaron ataques homófobos en Estados Unidos y Europa. El 12 de junio de 2016 Omar Mateen entró en la discoteca gay llamada Pulse, en Orlando (Florida), y asesinó a 49 personas. El atentado está considerado como el ataque armado más mortal realizado por un solo hombre en la historia de los Estados Unidos, el mayor asesinato masivo de personas LGBT en el mundo occidental desde el Holocausto y el peor ataque mortal en territorio estadounidense desde los Atentados del 11 de septiembre de 2001. Antes de realizar el atentado, Mateen llamó a la policía para decirles que su lealtad estaba con Estado Islámico. Ese mismo mes, un joven transexual tunecino fue apuñalado en Bélgica por un grupo de hombres tunecinos que se identificaban como miembros de Estado Islámico, tras haber sufrido años de acoso tanto en Túnez como en Bélgica.
En agosto de 2016 se informó de otros tres casos. El 10 de agosto la policía religiosa publicó un vídeo en el que se muestra como se lanza desde un edificio a un hombre gay en Irak. Al día siguiente, el 11, Dáesh publicó otro vídeo mostrando la ejecución de un hombre que fue lanzado desde un edificio en Mosul acusado de Ecorrupción del pensamiento" y "actos homosexuales". Y el día 20, una fuente local en la gobernación de Nínive, en Irak, reveló que el Dáesh había ejecutado a cuatro hombres acusados de homosexualidad y sodomía, incluyendo a dos de sus propios miembros, lanzándolos desde un edificio.
En 2017 continuó el goteo de ejecuciones. El 9 de enero un joven de 17 años fue detenido y ejecutado por "homosexual" en Mosul. El 27 de marzo se publicaron fotos de la ejecución por lanzamiento desde un edificio y su posterior lapidación de un hombre gay en Mosul. En agosto, la agencia de noticias Amaq publicaba fotos de un hombre gay durante su ejecución por lanzamiento desde un edificio en la gobernación de Deir ez-Zor, en Siria.

## Reacciones

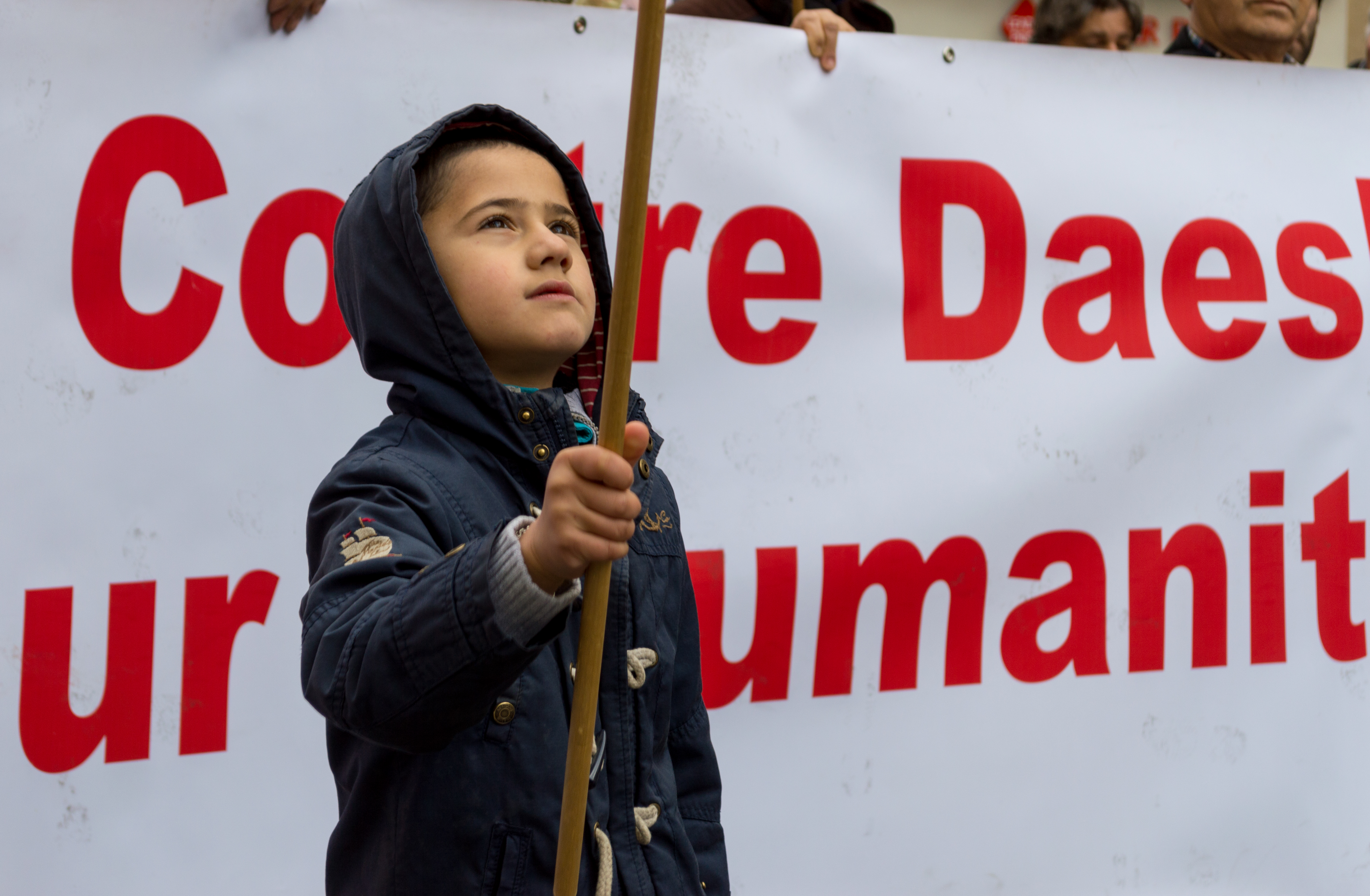
Protesta contra la barbarie de los actos cometidos por Dáesh.

El Consejo de Seguridad de las Naciones Unidas trató por primera vez de forma explícita la homosexualidad en agosto de 2015 para discutir la violencia de Estado Islámico contra los gais. Los embajadores ante las Naciones Unidas de Chile y Estados Unidos, Cristián Barros y Samantha Power, auspiciaron la reunión en la que se escucharán los testimonios de dos víctimas, una siria y una irakí. La reunión fue informal, por lo que acudieron solo trece de los quince miembros del Consejo; Angola y Chad no enviaron representante y China, Malasia, Nigeria y Rusia, a pesar de enviar un representante, decidieron no intervenir.
El 14 de junio de 2016, la Cámara de los Comunes de Canadá rechazó por 166 contra 139 una propuesta del Partido Conservador para definir las atrocidades realizadas contra los yazidíes, los cristianos, los chías, otras minorías étnicas y religiosas, y gais y lesbianas, como genocidio.
Un informe del Departamento de Estado de los Estados Unidos sobre los derechos humanos en 2016 para Irak y Siria afirma:

Da'esh published videos depicting alleged executions of persons accused of homosexual activity that included stoning and being thrown from buildings. In July, UNAMI reported a young man had been abducted and killed in Baghdad because of his sexual orientation. Sources reported the abductors were known members of armed groups. Some armed groups also started a campaign against homosexual persons in Baghdad, UNAMI reported at least three more LGBTI persons had disappeared since July.[...]
In previous years photographs and videos appeared showing Da'esh pushing men suspected of "being gay" from rooftops in Raqqa governorate or stoning them to death. According to Outright International, on May 7, Da'esh's media office issued a "photo report about the imposition of sharia punishment" on those suspected of belonging to the LGBTI community. The photographs included images of a boy pushed from the top of a building.
Estado Islámico ha publicado vídeos mostrando supuestas ejecuciones de personas acusadas de actividades homosexuales que incluían lapidaciones y el lanzamiento desde edificios. En julio, UNAMI informó de un joven que fue abducido y asesinado en Bagdad por su orientación sexual. Diversas fuentes informaron de que los abductores era miembros conocidos de grupos armados. Algunos grupos armados también comenzaron una campaña contra personas homosexuales en Bagdad; UNAMI informaba de por lo menos tres otras personas LGBTI desaparecidas desde julio.[...]
 En años previos, fotógrafías y vídeos aparecían mostrando al Dáesh empujando a hombres sospechosos de "ser gais" desde tejados en la gobernación de Al Raqa o siendo lapidados hasta la muerte. Según Outright International, el 7 de mayo, la oficina de información del Dáesh publicó un "reportaje fotográfico sobre la imposición del castigo según la ley islámica" a aquellos sospechosos de pertenecer a la comunidad LGBTI. Las fotografías incluían imágenes de un niño siendo empujado desde lo alto de un edificio.

Las protestas en contra de las ejecuciones y asesinatos han tomado diversas formas. En 2016 apareció el juego Milo Tosser (en español, «Milo gilipollas», juego de palabras con toss, «tirar», «lanzar»), en el que los jugadores pueden lanzar desde un edificio a una persona. El nombre del juego proviene de Milo Yiannopoulos, un hombre gay conservador que se ha opuesto a los derechos LGBT; el personaje que es lanzado tiene un cierto parecido con él. El autor del juego, Michael Garber, ha declarado que «quería hacer un juego que mostrase un asunto serio al que nos enfrentamos en el mundo actual [...] ese asunto es el fundamentalismo islámico y cómo enseña intolerancia hacia, no solo homosexuales y mujeres, sino también hacia los no musulmanes». A pesar de que a Yiannopoulos le encanta el juego, otros lo han criticado como una trivialización de la cuestión.